# Rhaphidophora mutica
Rhaphidophora mutica är en insektsart som beskrevs av Brunner von Wattenwyl 1888. Rhaphidophora mutica ingår i släktet Rhaphidophora och familjen grottvårtbitare. Inga underarter finns listade i Catalogue of Life.